# Rainer Adrion
Rainer Adrion (Stoccarda, 10 dicembre 1953) è un ex calciatore, dirigente sportivo e allenatore di calcio tedesco.

## Carriera

### Calciatore
Inizia la carriera agonistica nello Stoccarda II, la seconda squadra dello Stoccarda. Nel 1973 passa al Ludwigsburg, in cui militò sino al 1977, anno in cui torno allo Stoccarda. Con gli svevi giocò 22 in Bundesliga. Nel 1982 passò all'Unterhaching dove giocò sino al 1984. Dopo una stagione al Monaco 1860 passò allo Zuffenhausen, ove coprì il ruolo di allenatore-giocatore sino al ritiro dall'attività agonistica.

### Allenatore
Dopo l'incarico di allenatore-giocatore nello Zuffenhausen dal 1988 al 1991 ricopre il ruolo di allenatore presso il Ludwigsburg.
Nel 1991 passa all'Unterhaching, restandovi sino al 1993. Nelle due stagioni seguenti siede sulle panchine del Reutlingen e poi del Pforzheim.
Nel 1996 torna allo Stoccarda come allenatore della seconda squadra e vice-allenatore della prima squadra, secondo di Joachim Löw. Nel 1999 assume l'incarico di guidare la prima squadra degli svevi, tornando al termine della stagione a sedere sulla panchina dello Stoccarda II.
Nel 2001 torna a sedere sulla panchina dell'Unterhaching e nel 2003 passa a guidare lo Stuttgarter Kickers.
L'anno seguente torna alla guida dello Stoccarda II, rimanendovi sino al 2009, anno in cui diverrà il selezionatore della Nazionale Under-21 di calcio della Germania. Con la nazionale giovanile tedesca vince il proprio gruppo di qualificazione con nove vittorie e un pareggio, qualificandosi per i playoffs contro i pari età della Svizzera. Gli elvetici vengono sconfitti con un pareggio per 1-1 all'andata ed una vittoria per 3-1 al ritorno, qualificando quindi la squadra di Adrion all'europeo under-21. Dalla competizione Adrion ed i suoi ragazzi saranno eliminati nella fase a gironi.
Al termine dell'avventura europea Adrion lascerà l'incarico di selezionatore della nazionale tedesca.

## Dirigente sportivo
Adrion è stato l'amministratore del Ludwigsburg.
Nel 2015 assume l'incarico di responsabile del settore giovanile dello Stoccarda.